# Диастаз прямых мышц живота
Диастаз прямых мышц живота — расхождение внутренних краев этих мышц на расстояние более 27 мм на уровне пупка, или более 22 мм на уровне 3 см над пупком вследствие ослабления и растяжения белой линии живота. Термин «диастаз» происходит от греческого слова διάστασις, что означает «расхождение».

## Введение

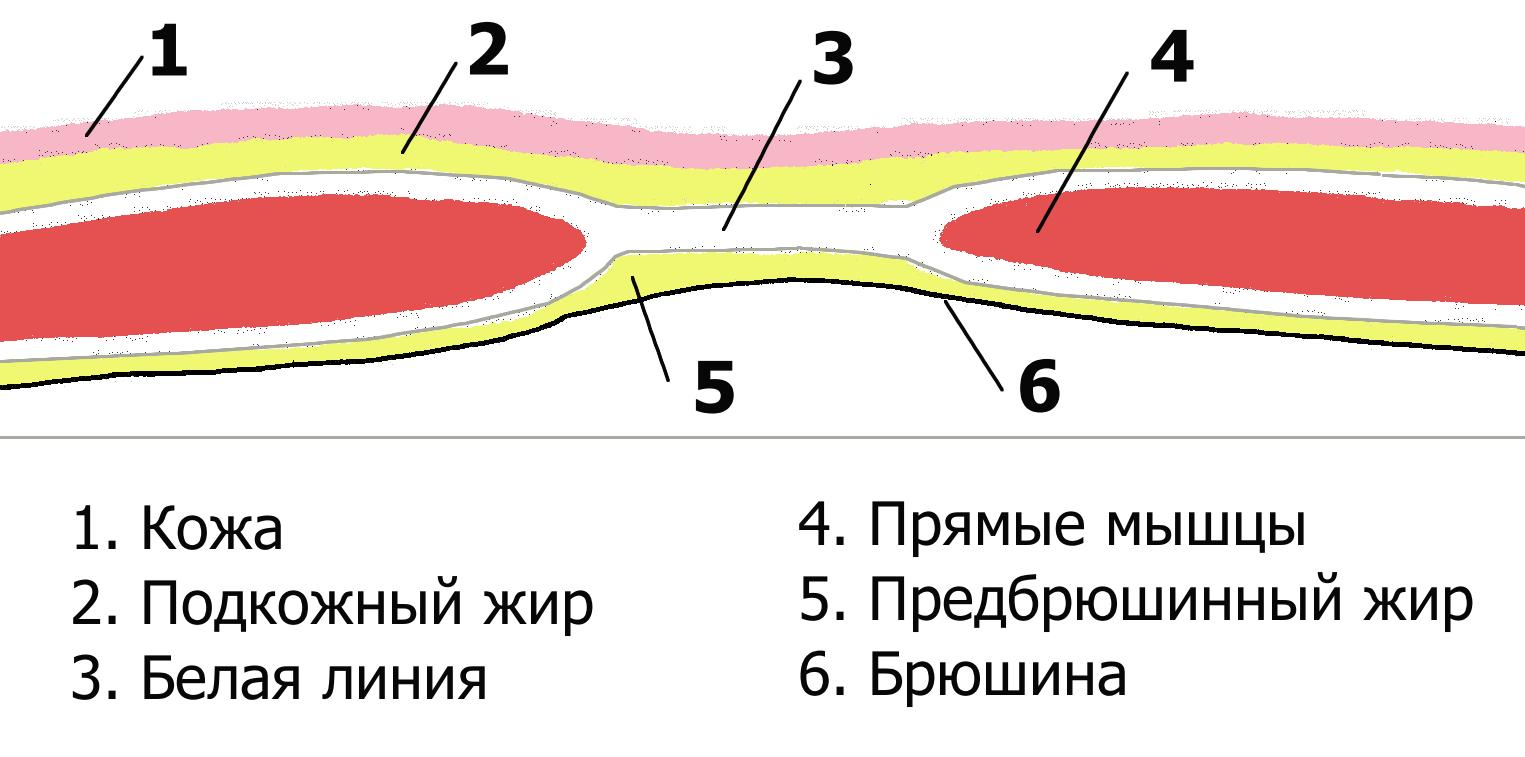
Схема белой линии живота, поперечное сечение, над пупком

Прямые мышцы живота — это две вертикальные мышцы, расположенные между реберной дугой и лонной костью. Правая и левая прямые мышцы соединены между собой так называемой белой линией — тонкой и прочной сухожильной мембраной белого цвета (именно поэтому она и называется «белой линией»). Белый цвет ей придает большое количество прочного фибриллярного (волокнистого) белка коллагена и отсутствие мышечных волокон. Белая линия имеет наибольшую ширину в верхней части, и постепенно сужается книзу, где у некоторых людей она может даже отсутствовать ниже пупка, при этом правая и левая прямые мышцы могут вплотную соприкасаться между собой.
По данным G. Beer, нормальная ширина белой линии на уровне мечевидного отростка составляет до 15 мм, на уровне 3 см выше пупка до 22 мм, и на уровне 2 см ниже пупка до 16 мм.

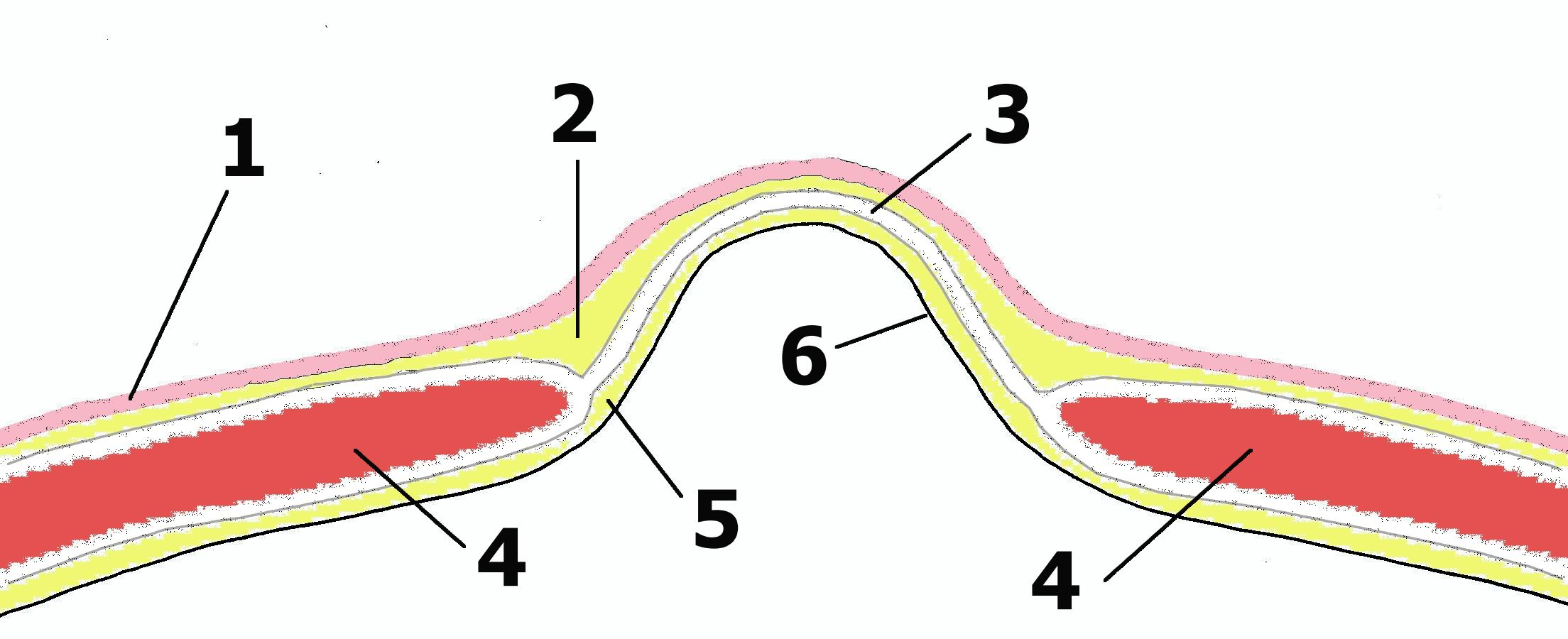
Схема диастаза прямых мышц. Обозначения те же, что на предыдущем рисунке.

В области пупка белая линия имеет округлое отверстие диаметром до 10 мм в норме. Через это кольцо в эмбриональном периоде проходят крупные сосуды, которые после родов облитерируются. Пупочное кольцо закрыто довольно тонкой пупочной фасцией (соединительнотканной мембраной). Если пупочное кольцо растягивается более 10 мм, возникает риск развития пупочной грыжи.
Под диастазом понимают ослабление и истончение белой линии, когда она перестает удерживать прямые мышцы живота в правильном положении, и они начинают расходиться в стороны. Клинически значимым признан диастаз 20 мм и более.
Диастаз прямых мышц встречается у трех категорий пациентов.
1. Диастаз у женщин, связанный с беременностью, от 50 до 60 % случаев заболевания[4].
2. Диастаз у новорожденных является следствием недостаточного развития передней брюшной стенки и чаще встречается у недоношенных детей.
3. Диастаз у взрослых, не связанный с беременностью, в том числе у мужчин.

У мужчин диастаз связан с пожилым возрастом, колебаниями веса, занятиями тяжелой атлетикой, полностью сидячим образом жизни, наследственной слабостью мышц живота, хроническим или периодическим растяжением брюшной полости и состояния, которые могут вызвать высокое внутрибрюшное давление. Также диастаз встречается у ВИЧ-инфицированных мужчин с липодистрофией.

## Значимость проблемы
Наиболее часто в клинической практике встречается диастаз, связанный с беременностью. Такой диастаз в третьем триместре беременности имеется у большинства женщин, он является транзиторным (временным), и в большинстве случаев самостоятельно проходит в течение первого года после родов. Тем не менее, приблизительно у 30 % из них послеродовой диастаз прямых мышц сохраняется перманентно.
Таким образом, в этой проблеме безусловно доминирующим и имеющим наибольшее практическое значение является послеродовой диастаз у женщин.

## Этиология и патогенез диастаза прямых мышц
Развитие диастаза прямых мышц по мере прогрессирования беременности является закономерным и практически физиологическим явлением. По данным литературы, в третьем триместре беременности диастаз прямых мышц имеет место от 66 % до 100 % случаев. Увеличение объема беременной матки приводит к увеличению внутрибрюшного давления и растяжению передней брюшной стенки. Кроме того, развитию диастаза способствует уменьшение прочности коллагена соединительной ткани в результате физиологических изменений в организме беременной женщины. Дело в том, что при беременности в организме женщины резко увеличивается продукция гормона релаксина. Биологической функцией этого гормона является угнетение синтеза коллагена и стимуляция его распада. Как известно, основой прочности соединительной ткани является именно коллаген. Соответственно, уменьшение количества коллагена в тканях нужно для подготовки к родам, чтобы обеспечить максимальное растяжение родовых путей. Но действие релаксина не ограничивается коллагеном тканей родовых путей, он оказывает общее воздействие на организм, в том числе на ткани передней брюшной стенки.
Была показана прямая корреляция между диастазом и наличием таких особенностей, как возраст женщины, ожирение, кесарево сечение, многоплодная беременность, фетальная макросомия (крупный размер плода), наличием дряблой мускулатуры, многоводием (избыточная продукция амниотической жидкости), а также количеством предыдущих беременностей.
Было показано, что края прямых мышц начинают расходиться в стороны, начиная с 14 недели беременности, и этот процесс продолжается до момента родов. Уменьшение диастаза начинается сразу после родов, и продолжается в быстром темпе до 2 месяцев, после чего этот процесс восстановления очень сильно замедляется. Если диастаз существует год и более, естественного самовосстановления ожидать не приходится.

## Классификация диастаза прямых мышц
В настоящее время наиболее известны две классификации диастаза прямых мышц живота:
классификация Р. П. Аскерханова и классификация F. Nahas.
Классификация Р. П. Аскерханова относится к 1962 году и базируется на измерении ширины диастаза:
1. Первая степень: ширина диастаза от 2,2 до 5 см
2. Вторая степень: ширина диастаза от 5,1 до 8 см
3. Третья степень: ширина диастаза более 8,1 см

F. Nahas разработал общую классификацию мышечно-апоневротической слабости и протрузий передней брюшной стенки. Изолированный послеродовой диастаз прямых мышц он классифицирует как тип А.
Классификация Nahas:
| Тип деформации | Клинические проявления                                      | Хирургическая коррекция                                           |
| -------------- | ----------------------------------------------------------- | ----------------------------------------------------------------- |
| Тип A          | изолированный послеродовой диастаз прямых мышц живота       | сшивание прямых мышц                                              |
| Тип B          | релаксация латеральных и нижних отделов брюшной стенки      | дополнительная пликация апоневроза наружной косой мышцы живота    |
| Тип С          | слишком латеральное соединение прямых мышц с реберной дугой | сближение прямых мышц                                             |
| Тип D          | сочетание диастаза прямых мышц с плохой линией талии        | сшивание прямых мышц, перемещение и пликация наружной косой мышцы |

Несмотря на отсутствие определяющей роли измерений в диагностике и выборе тактики лечения диастаза, множество исследований посвящено изучению этого вопроса. В большинстве случаев, максимальное расхождение краев мышц не превышает 5 см. Тем не менее, иногда диастаз может достигать крайних степеней выраженности.
При измерениях расхождения прямых мышц живота исходно руководствуются данными о нормальных параметрах белой линии. Так, по данным Rath, нормальная ширина белой линии следующая:
В возрасте до 45 лет:
- На уровне пупка расстояние между прямыми мышцами не должно быть более 27 мм
- Не более 10 мм над пупком
- Не более 9 мм под пупком

В возрасте более 45 лет:
- На уровне пупка не более 27 мм
- Не более 15 мм над пупком
- Не более 14 мм под пупком

Еще одно известное исследование, где изучалась нормальная ширина белой линии, принадлежит исследователям из Швейцарии: Gertrude Beer и соавт. По их данным, в норме ширина белой линии на уровне мечевидного отростка составляет до 15 мм, на уровне 3 см выше пупка до 22 мм, и на уровне 2 см ниже пупка до 16 мм.

## Диагностика диастаза прямых мышц живота

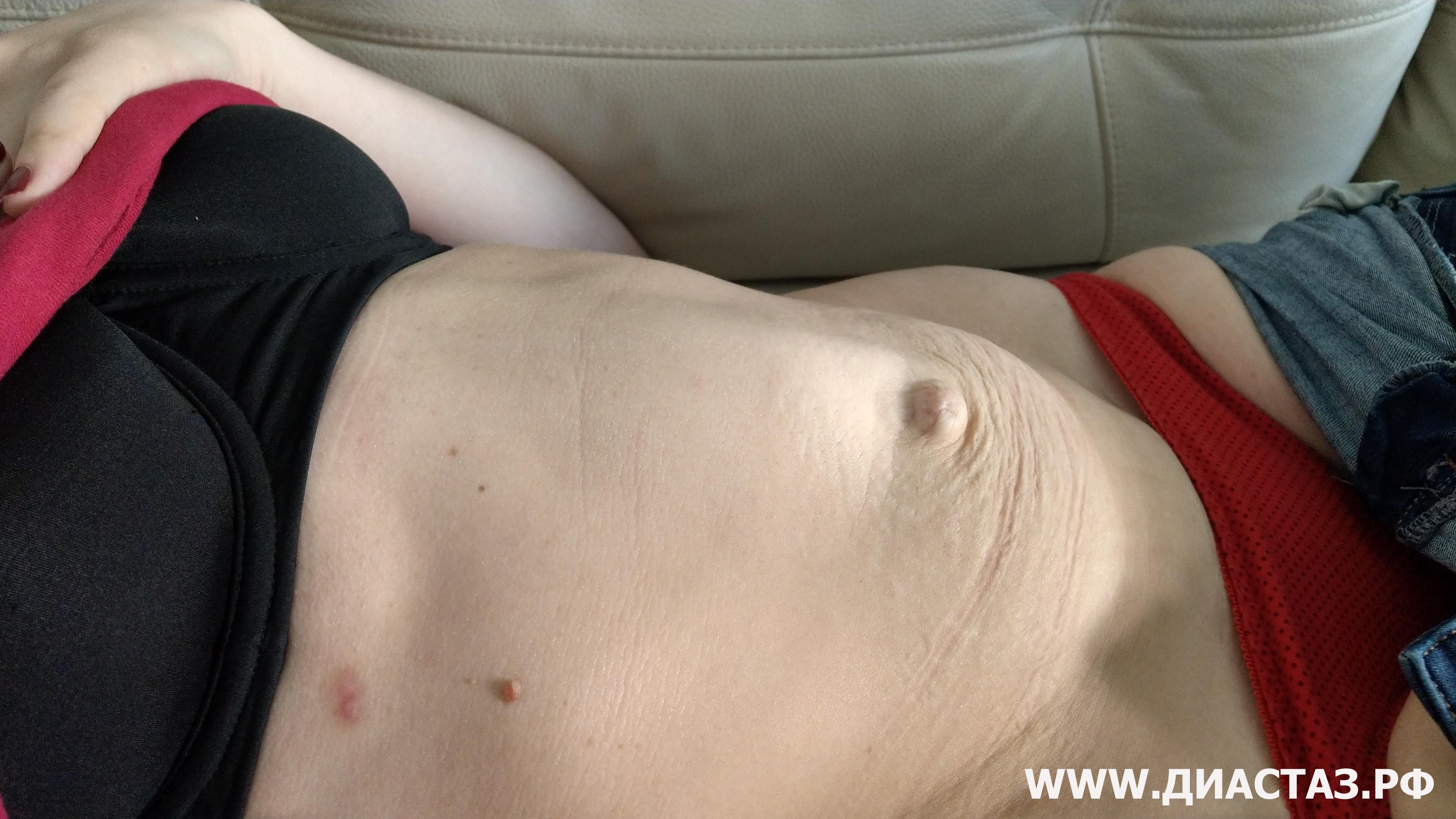
Диагностика диастаза прямых мышц живота. Пациентка поднимает голову и ноги в положении лежа. При этом появляется продольное килеобразное выпячивание в зоне диастаза. Кроме этого, имеется сопутствующая пупочная грыжа.

Существуют различные подходы к диагностике диастаза. В большинстве случаев диагноз можно поставить клиническим путем, не прибегая к дополнительным инструментальным методам. При этом бывает достаточно осмотра, пальпации и простых измерений. Иногда, особенно в научных целях, используют дополнительные инструментальные и аппаратные методы, например УЗИ (ультразвуковое исследование) или КТ (компьютерная томография).
Осмотр в положении стоя дает возможность увидеть диастаз в ярких случаях, когда у женщины не выражена подкожно-жировая клетчатка, а мышцы хорошо развиты. При этом диастаз определяется визуально в виде вертикального дефекта между прямыми мышцами. В том случае, когда пациентка напрягает брюшной пресс, в зоне диастаза наблюдается килеобразное продольное выпячивание. Особенно хорошо такое выпячивание бывает заметно, если пациентку в положении лежа попросить поднять голову и ноги.
Пальпаторно можно прощупать внутренние края мышц, определить вертикальный дефект между ними, а при необходимости даже измерить ширину дефекта с помощью линейки.

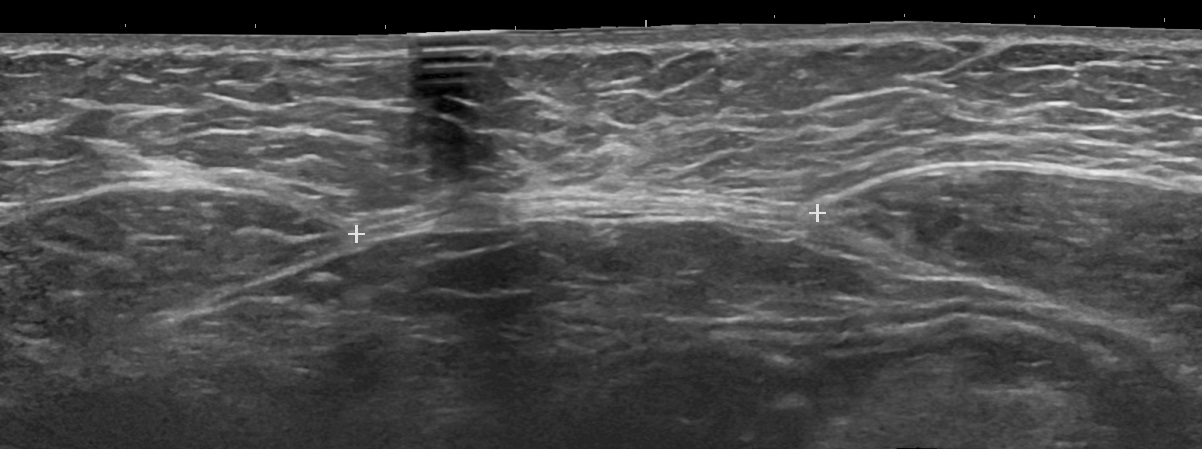
Ультразвуковая картина прямых мышц и белой линии. Крестиками обозначены внутренние края прямых мышц.

Ультразвуковое исследование может потребоваться в отдельных случаях, например при наличии избыточного веса у пациентки, когда осмотр и пальпация не дают однозначной четкой картины. УЗИ хорошо видит слои передней брюшной стенки и позволяет точно измерить ширину диастаза на разных уровнях.
КТ применяется в диагностике диастаза крайне редко, в основном в научных исследованиях.

## Дополнительные клинические проявления
Течение диастаза благоприятное и не дает серьезных осложнений, которые могут угрожать жизни. Тем не менее, довольно часто встречаются функциональные нарушения, которые являются следствием диастаза.
Дело в том, что мышцы живота обеспечивают динамическую стабильность и контроль позвоночника. В этом отношении они работают как единая функциональная система. В том случае, когда прямые мышцы живота не соединены правильно между собой с помощью апоневроза белой линии, они не могут эффективно сокращаться. Мышцы конечностей в своей работе опираются в том числе на внутрибрюшное давление, создаваемое брюшным прессом. При наличии диастаза мышцы работают раскоординированно. При этом для выполнения ежедневных физических нагрузок тело вынуждено перераспределять нагрузку на другие отделы, например на спину. В связи с этим могут возникать такие проблемы, как:
- Неправильное положение тела
- Пояснично-тазовые боли
- Физический дискомфорт из-за болей в спине
- Нестабильность корсета

Кроме этого, из дополнительных функциональных нарушений можно отметить появление запоров.

## Диастаз и грыжа

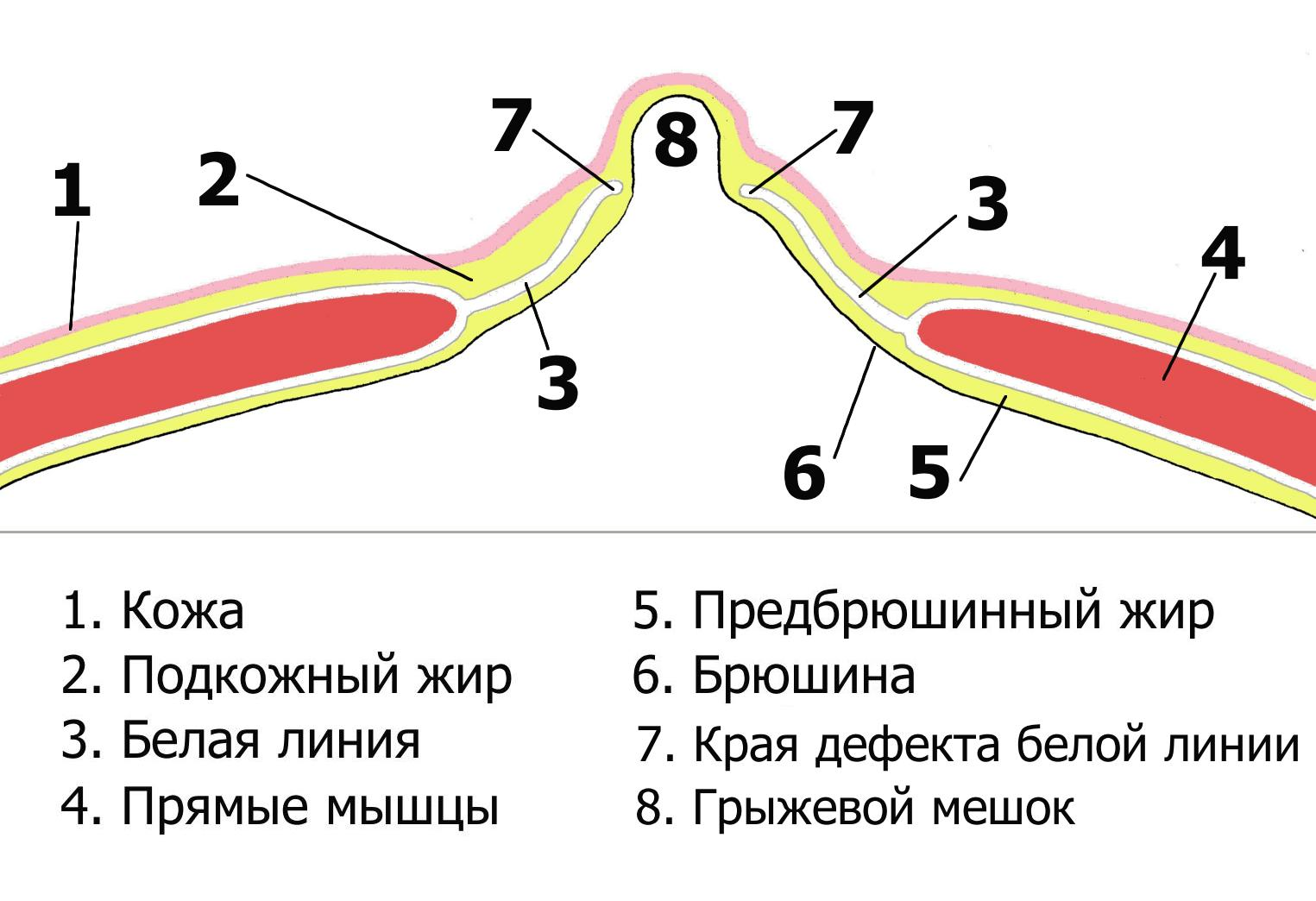
Схема сочетания диастаза прямых мышц с грыжей

Следует иметь в виду, что диастаз прямых мышц живота грыжей не является. Главное отличие диастаза от грыжи заключается в том, что при простом диастазе дефектов (отверстий) в белой линии нет. Белая линия может быть растянута, истончена, но отверстий в ней нет. В то же время при грыже обязательно имеется дефект (отверстие) в белой линии. Через это отверстие под кожу могут выходить органы брюшной полости.
В том случае, когда диастаз прямых мышц сочетается с грыжей, тогда в растянутой, ослабленной белой линии имеется грыжевой дефект (смотри рисунок). Наиболее часто с диастазом сочетается пупочная грыжа. Наличие грыжи является дополнительным показанием к операции, поскольку никаких шансов на самостоятельное заживление при грыже не существует. Операция при диастазе одновременно убирает сопутствующую пупочную и другие грыжи.

## Общие советы по лечению диастаза[22]
- Избегайте подъема тяжестей. Если вы должны поднять что-то тяжелое, согните колени и выпрямите спину.
- Избегайте любых движений и упражнений, которые могут привести к дальнейшему расхождению мышц. Обсудите этот вопрос с доктором.
- Поддерживайте свой живот каждый раз, когда приходится напрягать брюшной пресс, например при кашле, чихании, смехе, не давайте диастазу выпячиваться.
- В течение года после родов рекомендуется ношение бандажа или корсета для поддержки брюшной стенки.
- В ходе самой беременности лечение диастаза проводить не следует.
- Если вы чувствуете, что прошло уже достаточно много времени, но ваш диастаз не начал улучшаться, обратитесь к специалисту.

## Лечебная физкультура при диастазе прямых мышц живота
Несмотря на обширную медицинскую литературу по проблеме диастаза, единства взглядов на этот вопрос не существует.
В ряде исследований (не рандомизированных) делается заключение об эффективности физических упражнений для уменьшения расстояния между прямыми мышцами.

.
Другие авторы пришли к выводу, что лечебная физкультура при диастазе не дает удовлетворительных результатов. Так, в исследовании Emanuelson P. et al, оказалось, что 87 % пациенток были недовольны результатом программы лечебной физкультуры по лечению диастаза, и после завершения этой программы решили прибегнуть к хирургическому лечению. Более того, качественные исследования (то есть выполненные по строгим медико-биологическим стандартам рандомизированные контролируемые исследования) пришли к выводу об отсутствии влияния физических упражнений на диастаз прямых мышц.
Даже среди сторонников лечебной физкультуры нет общей точки зрения на проблему, они не смогли выработать общепринятого протокола применения лечебной физкультуры при диастазе. Не ясно, какие упражнения можно считать эффективными. Наиболее часто применяются упражнения, направленные на тренировку брюшного пресса (направленные на прямые и поперечные мышцы), отработка правильной техники движения и поднятия тяжестей. Много внимания уделяется тренировкам именно поперечных мышц (Пилатес, функциональные тренировки, техника Tupler и использованием бандажей и лент), тренировки по Noble (с использованием ручного удержания прямых мышц в правильном положении на фоне физической нагрузки). Ряд авторов рекомендуют избегать упражнений, непосредственно направленных на прямые мышцы, и избегать любой случайной нагрузки на эти мышцы, например поднятия ног в положении лежа, поднятия тяжестей, сильного кашля.
Таким образом, наиболее сбалансированной следует считать точку зрения, высказанную D.R. Benjamin и соавторами. На основании изучения обширных литературных данных они пришли к выводу, что физкультура может помочь при диастазе, а может и не помочь.
Кроме этого, существуют две популярные коммерческие программы лечебной физкультуры при диастазе:
- The Tupler Technique[К 6], разработана медсестрой и тренером Julie Tupler[32], включает 4 компонента: упражнения сидя и лежа, упражнения для укрепления поперечной мыщцы, обучение правильному вставанию. Автор методики считает крайне важным 4-й компонент — использование специальных лент, помогающих избегать расхождения мышц в процессе упражнений.
- MuTu System[К 7], разработана тренером Wendy Powel, состоит из 12-недельных упражнений низкой интенсивности. Автор методики не концентрируется на мышцах живота, она считает, что диастаз является следствием общего ослабления мышечного корсета и неправильной осанки. Соответственно, ее упражнения направлены на формирование правильной осанки и укреплению мышечного корсета туловища. Она считает, что по мере достижения этих двух целей диастаз исчезает самостоятельно.

## Хирургическое лечение

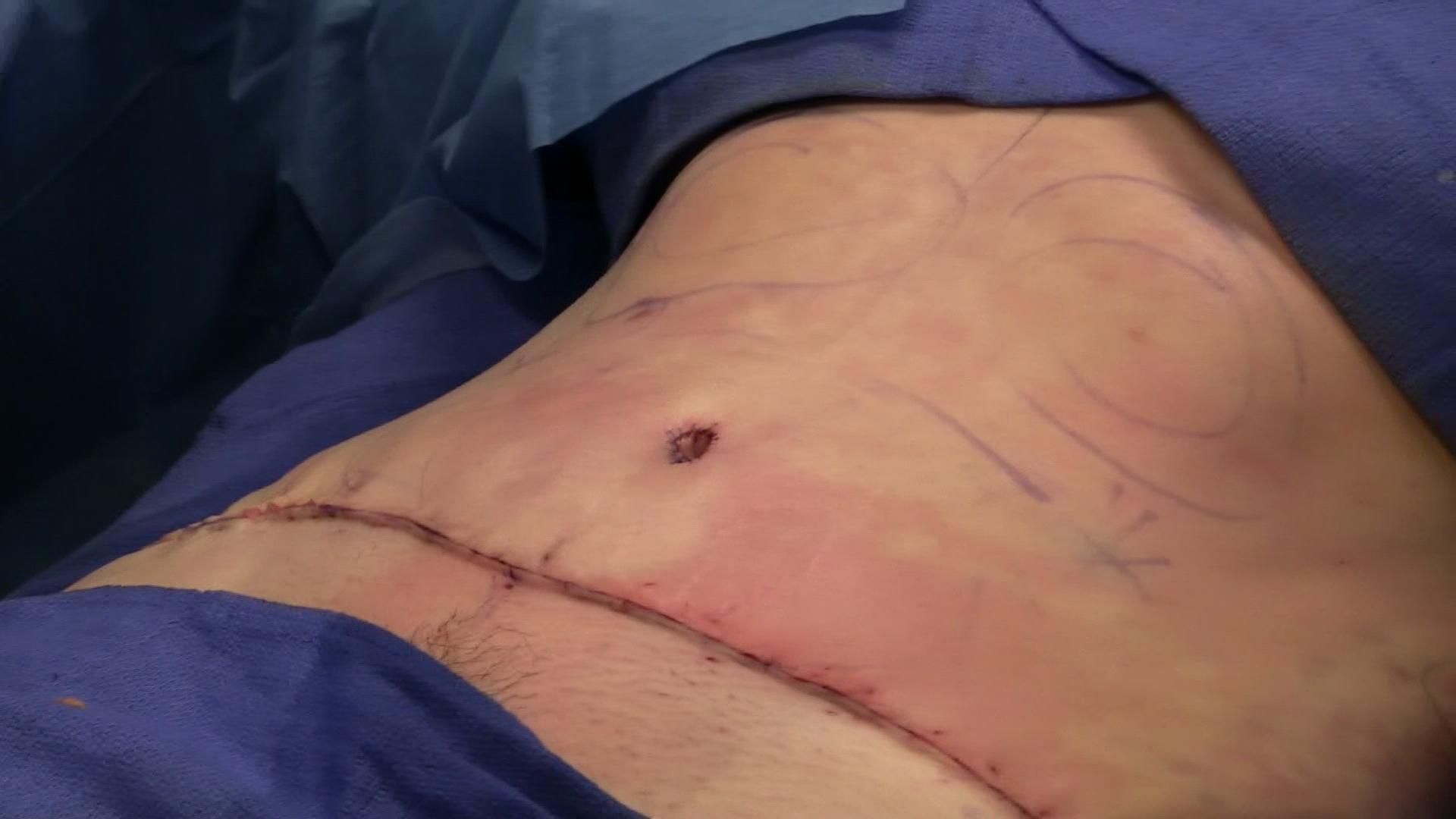
Вид живота после завершения ушивания диастаза и удаления избытков кожи (абдоминопластика)

В том случае, если после родов прошел 1 год и более, диастаз не исчезнет. В этом случае операция является единственной возможностью решения проблемы. При наличии сопутствующей диастазу пупочной грыжи, операция опять-таки является единственной возможностью.
Операция может быть выполнена, если:
- после родов прошло не менее года,
- женщина не планирует новых беременностей,
- мышцы живота в целом находятся в хорошем состоянии

Все операции при диастазе делятся на 2 большие группы:
- Операции через разрез
- Эндоскопические операции, без разреза, через проколы

### Операция через разрез

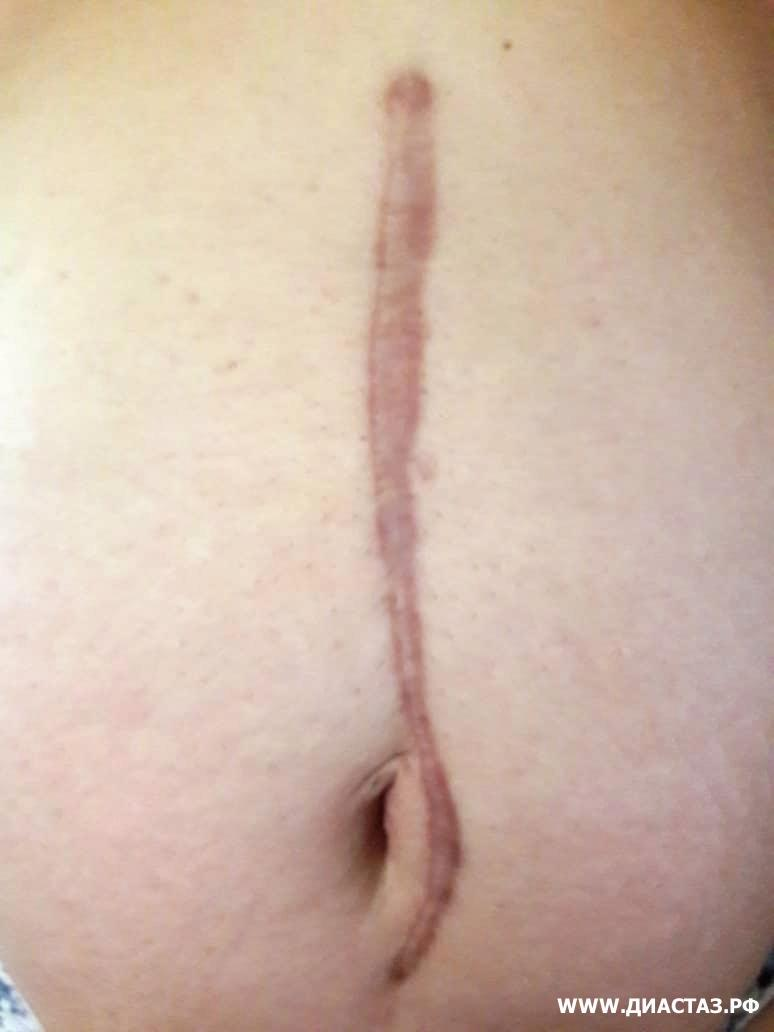
Фото живота пациентки, оперированной по поводу диастаза прямых мышц живота через вертикальный разрез.

Операция через разрез в настоящее время делается только при наличии дряблости и избытков кожи, когда планируется удаление такого избытка. Операция через разрез в тех случаях, когда не требуется удаление избытка кожи, является морально устаревшей, поскольку это неоптимально с косметической точки зрения (особенно это касается вертикальных разрезов по средней линии — см. фото).
В тех случаях, когда имеется дряблость и избыток кожи, удаление «лишней» кожи комбинируется с устранением диастаза. Такая комбинированная операция называется «абдоминопластика». Разрез кожи при этой операции может делаться в зависимости от конкретной ситуации, наиболее часто выполняется горизонтальный разрез над лоном по «линии бикини». В то же время устранение диастаза всегда делается одинаково — в вертикальном направлении, путем сшивания краев прямых мышц. В тех случаях, когда у пациента имеется сопутствующая грыжа, делается одновременное устранение грыжи.

### Эндоскопические операции

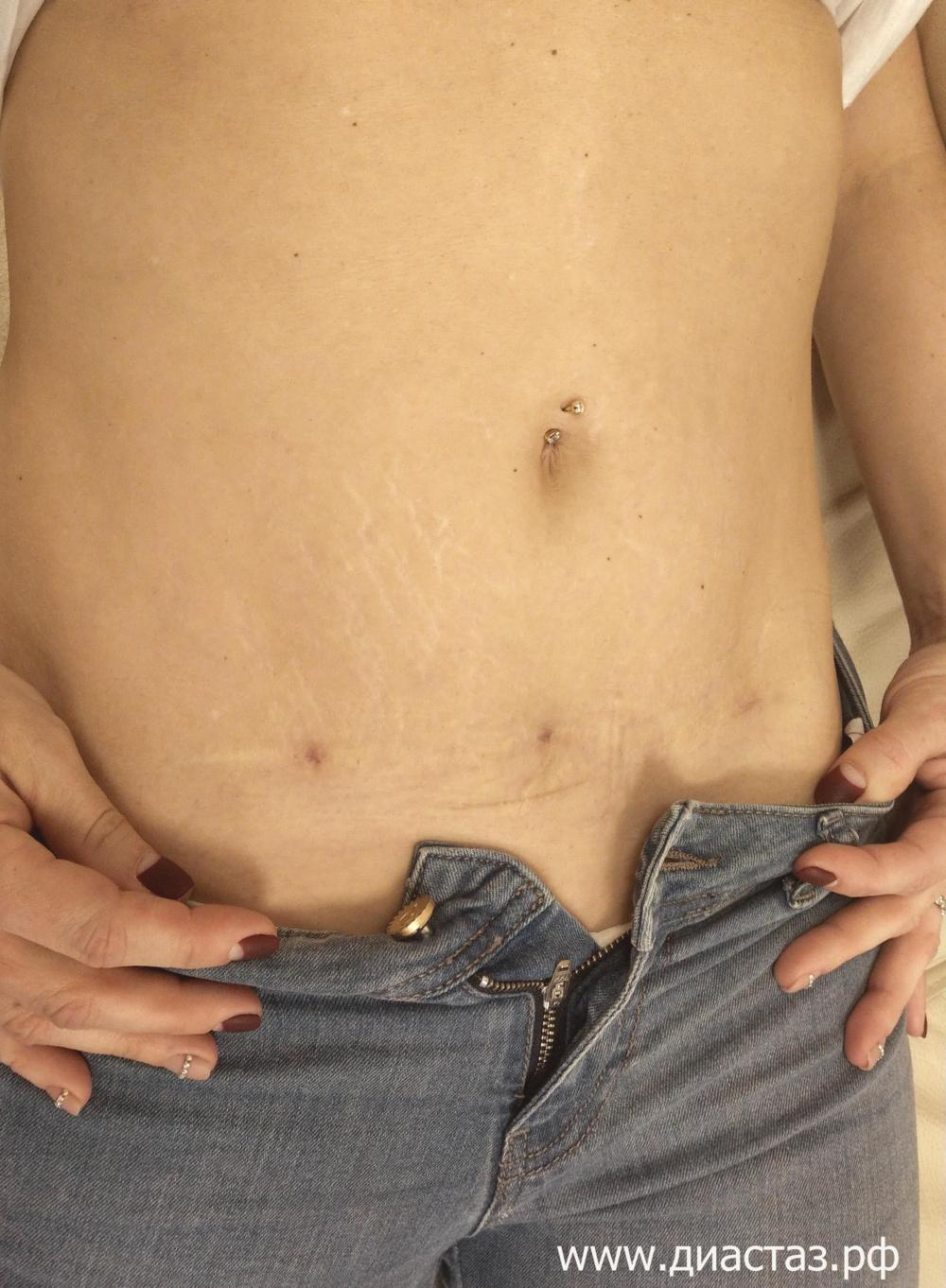
Косметический эффект после эндоскопической операции по поводу диастаза. 3 точки — бывшие проколы по ходу старого поперечного рубца над лоном

Эти операции делаются без выполнения разреза (через проколы) или же через разрез минимальной длины. Все действия при этом контролируются на экране монитора, куда изображение передается с медицинской видеокамеры. Естественно, что операция без разреза гораздо выгодней с косметической точки зрения (см. рисунок). Кроме этого, важным фактором является существенное снижение частоты осложнений по сравнению с открытыми операциями через разрез.
Эндоскопические операции возможны как путем простого сшивания краев прямых мышц, так и путем дополнительной установки грыжевой сетки на потенциально слабые места.